# Waryscyt

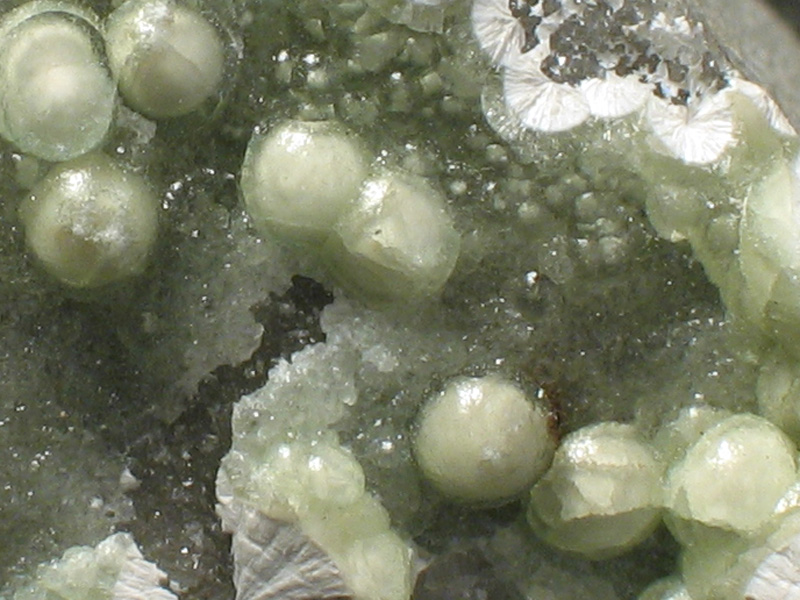
Waryscyt i Wavelit – z Wiśniówki

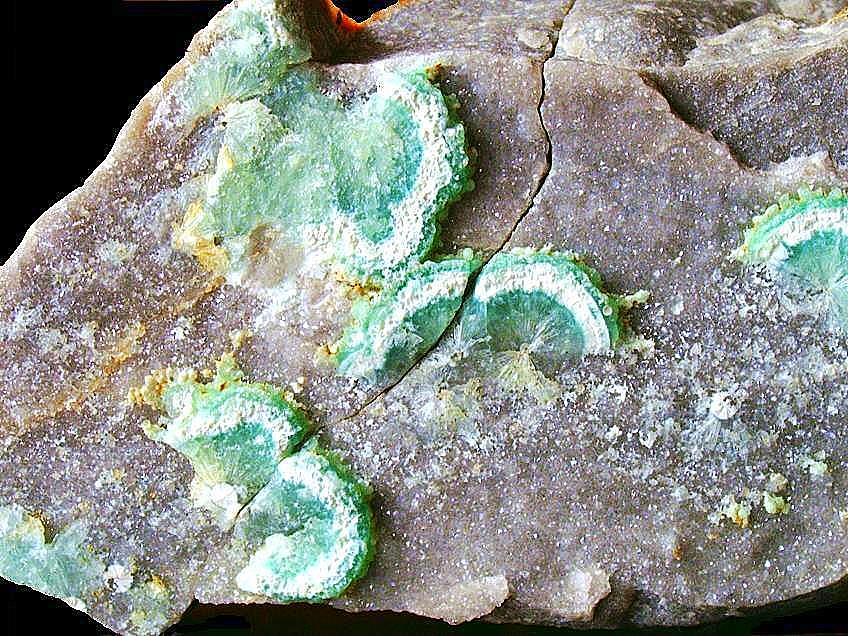
Waryscyt i Wavelit

Waryscyt, Variscit – minerał z gromady fosforanów. Należy do grupy minerałów bardzo rzadkich. Nazwa pochodzi od dawnej krainy Variscia (obecnie w Niemczech), gdzie minerał ten został po raz pierwszy stwierdzony i opisany.
Bardzo rzadko tworzy kryształy (wrosłe i narosłe) najczęściej izometryczne o postaci zbliżonej do ośmiościanu, o pokroju krótkosłupkowym, igiełkowym, tabliczkowym. Występuje w skupieniach masywnych, ziarnistych, nerkowatych, promienistych, sferolitycznych, włóknistych. Tworzy nacieki, naskorupienia, sekrecje i konkrecje. Jest przezroczysty do przeświecającego, rozpuszcza się w kwasach, nie jest topliwy. Tworzy kryształy mieszane ze strengitem. Waryscyt tworzy zrosty i przerosty z kwarcem, chalcedonem i wardytem – ten kamień ozdobny nazwano amatrix (Utah, Nevada – USA).

## Występowanie
Jest produktem procesów hipergenicznych i hydrotermalnych zachodzących w niskich temperaturach. Tworzy się w roztworach zawierających fosforany. Występuje też w pustkach i szczelinach skał bogatych w glin. Czasami tworzy druzy. Najczęściej występuje z wavellitem, goethytem, metawaryscytem, kwarcem, strengitem oraz klinowaryscytem. 
Miejsca występowania: USA – (najbardziej wartościowy surowiec gemmologiczny) Utah (jajowate, drobnoziarniste skupienia osiągające ok. 10 -30 cm; waryscyt zielony – utahlit, waryscyt niebieski – lucinit), Arkansas, Nevada, Boliwia, Australia – Queensland, Austria – Styria, Niemcy – Saksonia, Oberpfal, Czechy, Szwecja, Hiszpania. 
W Polsce stwierdzony został w Górach Świętokrzyskich: Wiśniówka, Podwiśniówka oraz Bukówka k. Kielc. Występuje także na Dolnym Śląsku  w Grabinie k. Strzegomia, Brodziszowie k. Ząbkowic Śląskich oraz Pustkowa Wilczkowskiego k. Sobótki. 

## Zastosowanie
- bardzo poszukiwany, wyjątkowo rzadki kamień kolekcjonerski.
- stosowany jako kamień ozdobny i dekoracyjny – do wyrobu drobnej galanterii, ozdobnych przedmiotów użytkowych
- Materiał rzeźbiarski
- stosowany jako imitacja turkusu